# Хукер (Оклахома)
Хукер (енгл. Hooker) град је у америчкој савезној држави Оклахома.

## Демографија
По попису из 2010. године број становника је 1.918, што је 130 (7,3%) становника више него 2000. године.
| Група             | 2000.         | 2010.         |
| Белци             | 1.477 (82,6%) | 1.192 (62,1%) |
| Афроамериканци    | 2 (0,1%)      | 6 (0,3%)      |
| Азијати           | 2 (0,1%)      | 1 (0,1%)      |
| Хиспаноамериканци | 261 (14,6%)   | 645 (33,6%)   |
| Укупно            | 1.788         | 1.918         |